# 川村恵十郎
川村 恵十郎（かわむら えじゅうろう）は、幕末から明治時代の江戸幕府旗本、官僚。明治維新後は正平と称した。子に岩倉使節団随員の川村勇（早世した）や劇作家の川村花菱がいる。彰義隊幹部の川村敬三は弟。

## 略歴
安政2年（1855年）小仏関所番見習として出仕。文久3年（1863年）、一橋家当主徳川慶喜に朝幕関係についての建白書を提出。また農民募兵に尽力した。同年、普請役見習として一橋家家臣となる。配下には渋沢栄一・渋沢成一郎がいた。当時の川村の身分は高くなく、慶喜に直言できる立場ではなかったようである。元治元年（1864年）6月16日夜、一橋家側用人平岡円四郎とともに家老の渡辺孝綱の宿を訪問したが、その帰路で水戸藩士林忠五郎・江幡広光らによる襲撃を受けた。平岡と従者2人が殺害され、自らも傷を負ったが、林・江幡両名を闘死させている。その後も慶喜に仕え、戊辰戦争後の駿府での謹慎まで従った。
維新後の明治6年（1873年）、大蔵省に出仕。同年の台湾出兵の事後処理として大久保利通が渡清した際に随行している。以後、太政官、宮内省、内閣に奉職し、明治26年（1893年）内閣恩給局を退官。明治31年（1898年）まで日光東照宮で禰宜を務めた。

## 逸話
- 慶応元年（1865年）、慶喜は朝廷より、従二位・大納言と摂津・河内・和泉の3か国を与えるべしとの宣下を受けた。前者はともかく、後者は幕府の権利を侵すものであり、慶喜が自らこれを望んだとの風聞も立ったため、幕府内で猜疑心を起こす者もいた。川村もこれを憂慮し、朝彦親王にその旨を述べている。結局慶喜はこれを断ったが、これを知った川村は「もし受諾していたら幕府に内乱が起こっていただろう」と慶喜の決断を評価している。
- 後に財界の重鎮となる渋沢栄一とは、まだ草莽の志士だった渋沢が江戸にいたころに知り合った。川村は渋沢を平岡円四郎や黒川嘉兵衛に紹介し、その縁で渋沢は一橋家に仕えることになったという。

## 登場作品
NHK大河ドラマ
- 徳川慶喜（1998年） - 演：康すおん
- 青天を衝け（2021年） - 演：波岡一喜